# (7788) Tsukuba
(7788) Tsukuba (1994 XS) – planetoida z pasa głównego asteroid okrążająca Słońce w ciągu 5,21 lat w średniej odległości 3 j.a. Odkryta 5 grudnia 1994 roku.